# Concilios de Cartago
Los Concilios de Cartago fueron sínodos eclesiásticos celebrados durante los siglos III, IV y V en la ciudad de Cartago, en el norte de África. A continuación se describen los más importantes.

## Concilio de c. 220
Fue un concilio celebrado hacia el año 220 presidido por el obispo de Cartago Agripino y reunió a unos setenta obispos de África. Trataron sobre la penitencia que debía imponerse a los adúlteros. Por las mismas fechas tuvo lugar otro concilio en el que se debatió sobre la validez del bautismo administrado por herejes.

## Concilio de 251
En mayo de 251 se reunió un sínodo bajo la presidencia del obispo  Cipriano para considerar el tratamiento de los llamados lapsi (los cristianos que habían apostatado para librarse de la persecución de Decio). Se excomulgó a Felicissimus y a otros cinco obispos novacianos (rigoristas), y declaró que los lapsi debían ser tratados, no con severidad indiscriminada, sino según el grado de culpabilidad individual. Estas decisiones fueron confirmadas por un sínodo de Roma en otoño del mismo año. Otros sínodos cartagineses relativos a los lapsi se celebraron en 252 y 254.
En estos concilios se acordó reconciliar de inmediato a los lapsi denominados libellatici (los que habían obtenido el certificado de haber hecho el sacrificio a los dioses tal como ordenaba el decreto de Decio mediante el soborno de las autoridades) que hubieran hecho penitencia. A los lapsi sacrificati (que habían realizado sacrificios voluntariamente) y a los lapsi thurificati (los que se habían limitado a ofrecer incienso) se les impuso una penitencia de tres años. Asimismo se prohibió acceder al clero a todos los lapsi.

## Concilio de 254
Se abordó el problema planteado por las comunidades cristianas hispanas de Emérita Augusta y Asturica Augusta-Legio que habían despuesto a sus obispos por haber claudicado durante la persecución de Decio. Estos pidieron ser rehabilitados y la cuestión fue llevada ante el obispo de Cartago Cipriano. En el sínodo que convocó se acordó denegar la rehabilitación lo que provocó un enfrentamiento con el obispo de Roma Esteban que sí se había mostrado favorable a su readmisión.

## Concilio de 256
En este concilio presidido por el obispo Cipriano se declaró nulo el bautismo administrado por herejes. Así pues, los que habían sido bautizados por una iglesia herética debían ser bautizados de nuevo, un acuerdo que de nuevo provocó el enfrentamiento con el obispo de Roma Esteban, ya que este había reconocido en su iglesia la validez del bautismo administrado por herejes y que para reintegrarlos en su seno bastaba con el sencillo ritual de la imposición de manos. Como ha señalado José Fernández Ubiña, «estas discrepancias estuvieron a punto de provocar un cisma entre Roma y Cartago, pero el estallido de una nueva persecución, la de Valeriano, donde murieron Esteban (257) y Cipriano (258), hizo que se restableciera la paz entre ambas iglesias»..

## Sínodo de 345
Alrededor de 345-348 bajo Grato un sínodo de obispos ortodoxos, que se habían reunido para dejar constancia de su gratitud por la eficaz represión oficial del (donatistas) circunceliones, declaró contra el rebautismo de cualquiera que hubiera sido bautizado en nombre de la Trinidad, y adoptó doce cánones de disciplina clerical.

## Sínodo de 397
El Concilio de Cartago, llamado el tercero por Denzinger, se reunió el 28 de agosto de 397.  Reafirmó los cánones del Sínodo de Hipona de 393, y emitió los suyos propios. Uno de ellos da un canon de la Biblia. La principal fuente de información sobre el tercer Concilio de Cartago procede del Codex Canonum Ecclesiae Africanae, que presenta una recopilación de ordenanzas promulgadas por diversos concilios eclesiásticos de Cartago durante los siglos IV y V. En una sección de este código aparece el siguiente párrafo relativo al canon de las Escrituras.

16 [Placuit] ut praeter Scripturas canonicas nihil in Ecclesia legatur sub nomine divinarum Scripturarum. Sunt autem canonicae Scripture:   Genesis, Exodus, Leviticus, Numeri, Deuterenomium, Iesu Nave, Iudicum, Ruth, Regnorum libri quatour, Paralipomenon libri duo, Iob, Psalterium Davidicum, Salomonis libre quinque, Duodecim libri prophetarum, Esaias, Ieremias, Daniel, Ezechiel, Tobias, Iudith, Hester, Hesdrae libre duo, Machabaeorum libre duo.

17 Novi autem Testamenti, evangeliorum libri quatuor, Actus Apostolorum liber unus, Pauli Apostoli epistolae tredecim., eiusdem ad Hebraeos una, Petri duae, Iohannis tres, Iacobi una, Iudae una, Apocalipsis Ioannis.

18 Ita ut de confirmando isto canone trasmarina Ecclesia consultatur. Liceat etiam legi passiones Martyrum, cum anniversarii dies eorum celebrantur.
20 Hoc etiam fratri et consacerdoti nostro Bonifacio, vel aliis earum partium episcopis, pro confirmando isto canone innotescas, quia ita a patribus ista accepimus in ecclesia legenda.
16 También se determinó que además de las Escrituras canónicas no se leyera en la Iglesia nada bajo el título de Escrituras divinas. Las Escrituras canónicas son éstas: Génesis, Éxodo, Levítico, Números, Deuteronomio, Josué hijo de Nun, Jueces, Ruth, cuatro libros de Reyes, dos libros de Paraleipomena, Job, los Salmos, cinco libros de Salomon, el libro de  doce profetas, Isaiah, Jeremiah, Ezechiel, Daniel, Tobit, Judit, Esther, dos libros de Esdras, dos Libros de los Macabeos.
17 Del Nuevo Testamento: cuatro libros de los Evangelios, un libro de los Hechos de los Apóstoles, trece Epístolas del apóstol Pablo, una epístola del mismo [escritor] a la Hebreos dos Epístolas del apóstol Pedro, tres de Juan, una de James, una de Jude, un libro del Apocalipsis de Juan.
 18 Por lo tanto, que se consulte a la iglesia sobre el mar para confirmar este canon. Permítase también que se lean las Pasiones de los Mártires cuando se celebren sus fiestas.
20 Hágase saber esto también a nuestro hermano y compañero sacerdote Bonifacio, o a otros obispos de aquellas partes, con el fin de confirmar ese Canon. Porque hemos recibido de nuestros padres que esos libros deben ser leídos en la Iglesia.

Los "cinco libros de Salomón", según Agustín, eran Proverbios, Eclesiastés, Cantar de los Cantares, Sabiduría de Salomón, y  Eclesiástico.

## Conferencia de 411

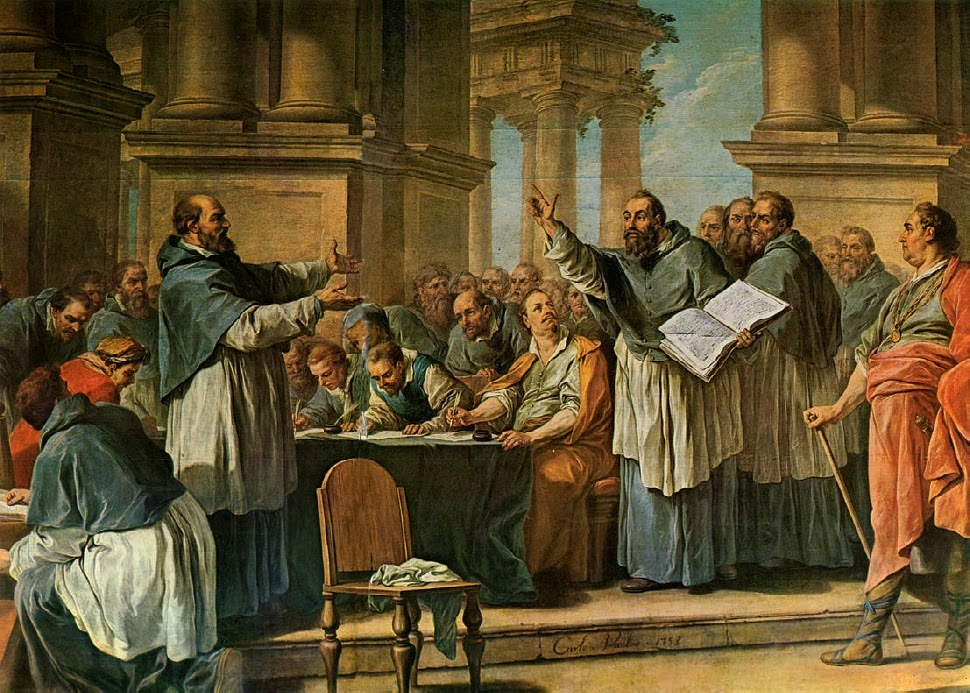
St. San Augustín argumentando con los donatistas.

La Conferencia de Cartago, celebrada por mandato del emperador Honorio en el año 411 con vistas a poner fin al cisma donatista, si bien no fue estrictamente un sínodo, fue una de las asambleas más importantes de la historia de las sedes africanas, y de toda la Iglesia católica. Fue presidido por Marcelino de Cartago que falló a favor del partido ortodoxo, lo que condujo a la violenta supresión de los donatistas.

## Concilio de 418
El 1 de mayo de 418 se celebró un sínodo menor (Agustín de Hipona lo llamó Concilio de África), que se reunió bajo la presidencia de  Aurelio, obispo de Cartago para tomar medidas respecto a los errores de Cælestio, discípulo de Pelagio, denunció las doctrinas pelagiana de la naturaleza humana, el pecado original, la gracia y la perfectibilidad; y aprobaba plenamente las opiniones contrarias de Augustín.
El sínodo emitió ocho cánones
- Canon I: Adán no fue creado sujeto a la muerte.
- Canon II: Los niños deben ser bautizados para la remisión de los pecados.
- Canon III: La gracia no sólo da la remisión de los pecados, sino que ayuda a que no pequemos más.
- Canon IV: La gracia da el conocimiento, la inspiración y el deseo de cumplir con el deber requerido.
- Canon V: Sin la gracia de Dios no podemos hacer nada bueno.
- Canon VI: La afirmación "Si decimos que no tenemos pecado nos engañamos a nosotros mismos" no debe decirse por humildad sino porque es verdad.
- Canon VII: En el Padre Nuestro, los Santos rezan "Perdona nuestras deudas" no sólo por los demás sino también por ellos mismos.
- Canon VIII: Los santos rezan "Perdona nuestras deudas" no por humildad, sino porque han pecado.

## Concilio de 419
Los cánones elaborados en este concilio suelen denominarse Código de Cánones de la Iglesia Africana. Fue dirigido por Aurelio de Cartago y asistieron 217 obispos, que celebraron dos sesiones, el 25 y el 30 de mayo. "En el año 418-19, todos los cánones anteriormente hechos en dieciséis concilios celebrados en Cartago, uno en Milevis, uno en Hipona, que fueron aprobados, fueron leídos, y recibieron una nueva sanción de un gran número de obispos, entonces reunidos en sínodo en Cartago. Esta Colección es el Código de la Iglesia Africana, que siempre tuvo la mayor reputación en todas las Iglesias, después del Código de la Iglesia Universal. Este código era de gran autoridad en las antiguas Iglesias inglesas, pues muchas de las Excerpciones de Egberto fueron transcritas de él... estos Cánones africanos se insertan en el Código Antiguo tanto de las Iglesias orientales como occidentales."
He aquí una lista de los diversos concilios que hicieron las promulgaciones, con sus fechas.
- Cartago (bajo Grato) - 345-348 d. C.
- (bajo Genethlius)- 387 o 390
- Hipona - 393
- Cartago- 394
  1. (26 de junio)- 397
  2. (28 de agosto)- 397
  3. (27 de abril)- 399
  4. (15 de junio)- 401
  5. (13 de septiembre)- 401
  6. Milevis (27 de agosto)- 402
  7. Cartago (25 de agosto)- 403
  8. (junio)- 404
  9. (25 de agosto)- 405
  10. (13 de junio)- 407
  11. Cartago (16 de junio y 13 de octubre)- 408
  12. Cartago (15 de junio)- 409
  13. (14 de junio)- 410
  14. (1 de mayo)- 418
  15. (25 de mayo) que adoptó el Código Africano - 419

En total se emitieron en este concilio 138 cánones (contados como 135 en el griego).
Apiarius, depuesto por Urbano, obispo de Sicca, por falta grave, apeló al Papa Zósimo, quien, en vista de las irregularidades en el procedimiento del obispo, ordenó que el sacerdote fuera restituido, y su obispo disciplinado. Enfadado, tal vez, por el éxito del indigno sacerdote, un sínodo general de Cartago en mayo de 418 prohibió apelar "allende los mares" a clérigos inferiores a los obispos. Reconociendo en lo que era prácticamente una reafirmación de la anterior legislación africana una expresión de desagrado por parte de los obispos africanos, el Papa Zósimo envió una delegación para defender su derecho a recibir ciertas apelaciones, citando decretos que él creía que habían sido promulgados en el Concilio de Nicea, pero que en realidad eran cánones del Concilio de Sárdica. Los obispos africanos que se reunieron con los legados, aunque no reconocieron estos decretos como nicenos, los aceptaron a la espera de su verificación. Esto provocó un tedioso retraso del concilio. El decimosexto Concilio de Cartago se celebró en mayo de 419 y allí de nuevo se aceptaron las representaciones de Zósimo, a la espera del resultado de una comparación de los cánones nicenos tal como existían en África, en los que no se habían encontrado los decretos citados por el Papa, con los de las iglesias de Antioquía, Alejandría y Constantinopla. A finales del año 419, el Papa Bonifacio, que había sucedido a Zósimo en diciembre de 418, fue informado de que los códices orientales no contenían los supuestos decretos; pero, como el ahora arrepentido Apiarius había sido asignado entretanto a un nuevo campo de trabajo, el interés por el asunto decayó.
El asunto se reabrió unos años más tarde, cuando Apiarius, que había sido depuesto por segunda vez, con nuevos cargos, apeló de nuevo a Roma para ser restituido. Faustinus, el legado romano, reapareció en el Sínodo de 424 y exigió la anulación de la sentencia dictada contra el sacerdote. Apiarius, sin embargo, se quebró al ser examinado y admitió su culpabilidad. Una carta sinodal a Roma enfatizaba lo necesario que era que Roma no diera crédito a la ligera a todos los denunciantes de África, ni recibiera en comunión a los que habían sido excomulgados; y por último, pedía al Papa que no enviara más legados para ejecutar sus sentencias.

## Sínodo del 484
El Sínodo Vándalo de Cartago (484) fue un concilio de la Iglesia convocado por el rey Vándalo Hunerico para persuadir a los obispos nicenos de sus recién adquiridos territorios norteafricanos de que se convirtieran al  cristianismo arriano. Los obispos nicenos se negaron y muchos, entre ellos Fulgencio de Ruspe y Tiberio, fueron exiliados a Cerdeña, y algunos ejecutados. La Notitia Provinciarum at Civitatum Africa dice que cerca de 500 fueron al exilio. Los obispos habían solicitado que se permitiera la asistencia de obispos nicenos de fuera de los dominios de Hunerico, pero esto fue denegado, diciendo el rey: "Cuando me hagáis amo de todo el mundo, entonces se hará lo que queráis". El sínodo parece haber sido un ejercicio de intimidación real más que un verdadero debate, con parcialidad hacia los obispos arrianos.

## Concilio de 525
El Concilio de Cartago de 525 fue convocado por el obispo Bonifacio de Cartago con el fin de restablecer el poder sobre los obispos nicenos del norte de África tras el dominio del arriano. obispos vándalos. El Concilio duró del 5 al 6 de febrero de 525 EC.